# Klas Bergenstrand
Klas Mikael Bergenstrand, född 26 juli 1945 i Stockholm, död där 22 januari 2007, var en svensk jurist. Han var riksåklagare 1994–2004 och generaldirektör för Säkerhetspolisen 2004–2007.

## Biografi
Efter filosofie kandidatexamen 1970 och juris kandidatexamen 1972 anställdes Bergenstrand 1976 som sakkunnig vid Justitiedepartementet. Han tillträdde som assessor vid Kammarrätten i Stockholm 1980 och blev kammarrättsråd vid Kammarrätten i Sundsvall 1984. Åren 1984–1988 var han departementsråd vid Justitiedepartementet och chef för dess polis- och åklagarenhet; 1992–1994 var han rättschef vid detta departement.
Han tjänstgjorde som ställföreträdande rikspolischef 1991–1992 och som riksåklagare 1994–2004. Under denna tid genomförde han stora förändringar, som ledde till en organisation med högre grader av centralisering och av specialisering. Den 1 april 2004 tillträdde han som generaldirektör och chef för Säkerhetspolisen och efterträdde då Jan Danielsson. År 2007 avled han i en hjärtattack.
Han var gift med Christina Bergenstrand, biträdande chefsjurist.

## Chef för Säkerhetspolisen
Då Bergenstrand 1 april 2004 tillträdde som Säpochef var vicechefen Kurt Malmström tillförordnad chef. Föregående chef Jan Danielsson hade lämnat posten i juni 2003 av personliga skäl. 
Säpo var en organisation under hård kritik, bland annat på grund av mordet på Anna Lindh drygt ett halvår tidigare.  Bergenstrand såg till att myndigheten fick ökade resurser, varpå han ökade livvaktsskyddet och inrättade ett antiterrorråd i samarbete med andra myndigheter. Under det första året vid tjänsten författade han skriften Att skydda riket och demokratin, som förmedlade hans vision av en reformerad och mindre sluten säkerhetspolis.
Som chef för Säkerhetspolisen tillförordnades vid Bergenstrands död vicechefen Kurt Malmström till dess att  Anders Danielsson tillträdde som ny chef.